# Palaeorhiza delicata
Palaeorhiza delicata är en biart som beskrevs av Hirashima 1981. Palaeorhiza delicata ingår i släktet Palaeorhiza och familjen korttungebin. Inga underarter finns listade i Catalogue of Life.